# スプリント・センター
T-モバイル・センター (T-Mobile Center) はアメリカ合衆国ミズーリ州カンザスシティにあるアリーナ。

## 概要
カンザスシティに本社を置くスプリントが命名権を取得している。こけら落としイベントはエルトン・ジョンのコンサートであった。
同センターはアリーナフットボールのカンザスシティ・ブリゲードの本拠地として2008年シーズンから2012シーズンまで使用されていたほか、コンサート、また2009年のNCAA男子バスケットボールトーナメント1・2回戦の会場、2010年にはNCAA女子バスケットボールトーナメントが開催された。
将来は同センターでNBA・NHLチームの誘致を行う予定。